# 卡里费
卡里费（義大利語：Carife），是意大利阿韦利诺省的一个市镇。总面积16.62平方公里，人口1571人，人口密度94.5人/平方公里（2009年）。ISTAT代码为064019。